# 麗都街

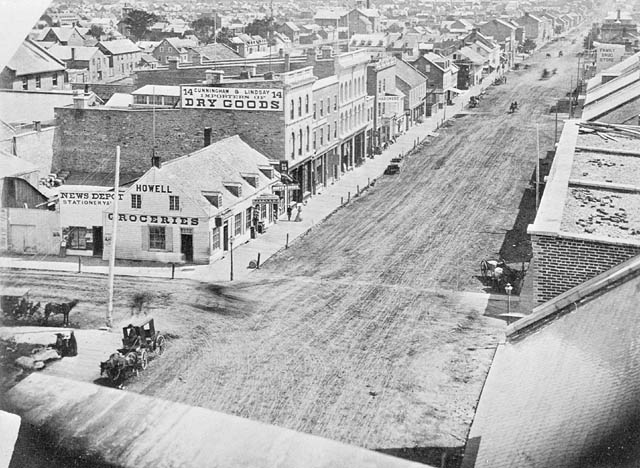
麗都街夾都候斯街，攝於1860年

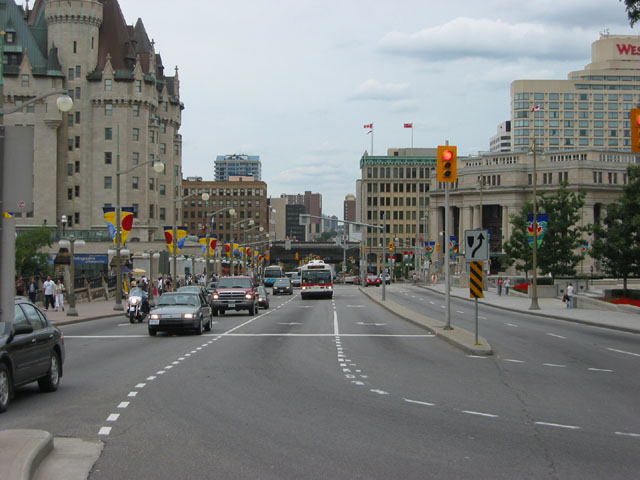
聯邦廣場望麗都街

麗都街是加拿大安大略省渥太華市中心的一條主要街道，也是渥太華最古老且最著名的街道之一，西起威靈頓街，東至滿地可道，與瓦尼爾社區相連。麗都街上有洛里埃城堡酒店、麗都中心商場及加拿大上議院大廈。它與威靈頓街及修適士徑同為渥太華最早開設商鋪的街道之一。麗都運河旁的廣場橋位於其西端，金明士橋位於其東端。
麗都街以北、英皇愛德華路以東是渥太華傳統的下城區。這個住宅區過去以法語人士為主，但現在則為渥太華最大的移民聚集區，主要為法語非裔及索馬里裔。麗都街以北、英皇愛德華路以西是拜沃德市場。
麗都街以南是桑迪山社區，有大使館、舊住宅、低層及高層住宅公寓，以及學生宿舍。